# كيريلو كوفالتشوك
كيريلو كوفالتشوك (11 يونيو 1986 ببيليايفكا في أوكرانيا - ) هو لاعب كرة قدم مولدوفي وأوكراني في مركز الوسط. شارك مع منتخب أوكرانيا لكرة القدم. أما مع النوادي، فقد لعب مع تشورنومورتس أوديسا وتوم تومسك وزمبرو تشيسيناو وكارسياكا ونادي أورداباسي ونادي تافريا سيمفروبول ونادي دنيبرو دنيبروبتروفسك ونادي ميتاليست خاركيف وFC Dnipro-2 Dnipropetrovsk ‏.

## وصلات خارجية
- كيريلو كوفالتشوك على موقع الاتحاد الأوربي (الإنجليزية)
- كيريلو كوفالتشوك على موقع اتحاد تركيا (لاعب) (الإنجليزية)
- كيريلو كوفالتشوك على موقع اتحاد أوكرانيا (الإنجليزية)
- كيريلو كوفالتشوك على موقع قاعدة بيانات كرة القدم.إي يو (الإنجليزية)
- كيريلو كوفالتشوك على موقع ناشيونال فوتبول تيمز (الإنجليزية)
- كيريلو كوفالتشوك على موقع Soccerway.com (الإنجليزية)
- كيريلو كوفالتشوك على موقع عالم كرة القدم.نت (الإنجليزية)
- كيريلو كوفالتشوك على موقع AS.com (الإسبانية)